# Flystyrtet i Jaroslavl 2011
Flystyrtet i Jaroslavl fandt sted den 7. september 2011 klokken 16:02 lokal tid, da et Jakovlev Jak-42 passagerfly, som havde hele den professionelle spillertrup og trænerstaben fra ishockeyholdet Lokomotiv Jaroslavl fra Kontinental Hockey League (KHL) om bord, styrtede i nærheden af Jaroslavl i det vestlige Rusland, på vej til Minsk i Hviderusland, for at indlede 2011–12-sæsonen i KHL.
Alle spillerne fra klubbens spillertrup samt fire fra farmholdet var om bord på flyet. Kort efter afgang ramte flyet en tårnmast, brød i brand og styrtede 2½ kilometer fra Tunoshna Lufthavn. Alle ombord, bortset fra et enkelt besætningsmedlem omkom. En enkelt af spillerne, Alexander Galimov, holdt sig dog i live inden han døde den 12. september.
Spillerne om bord var fra Rusland, Hviderusland, Letland, Tyskland, Tjekkiet, Slovakiet og Sverige.

## Personer ombord
Ifølge refereret liste 

### Teamet
| Spiller              | Alder | Land            | Position |
| -------------------- | ----- | --------------- | -------- |
| Vitali Anikienko     | 24    | Rusland/Ukraine | D        |
| Mikhail Balandin     | 31    | Rusland         | D        |
| Gennady Tjurilov     | 24    | Rusland         | C        |
| Pavol Demitra[A]     | 36    | Slovakiet       | C        |
| Robert Dietrich      | 25    | Tyskland        | D        |
| Alexander Galimov[E] | 26    | Rusland         | W        |
| Marat Kalimulin      | 23    | Rusland         | D        |
| Alexander Kaljanin   | 23    | Rusland         | RW       |
| Andrej Kirjukhin     | 24    | Rusland         | RW       |
| Nikita Kljukin       | 21    | Rusland         | C        |
| Stefan Liv[B]        | 30    | Sverige         | G        |
| Jan Marek[C]         | 31    | Tjekkiet        | C        |
| Sergej Ostaptjuk     | 21    | Hviderusland    | LW       |
| Karel Rachůnek[C]    | 32    | Tjekkiet        | D        |
| Ruslan Salei         | 36    | Hviderusland    | D        |
| Maxim Sjuvalov       | 18    | Rusland         | D        |
| Kārlis Skrastiņš     | 37    | Letland         | D        |
| Pavel Snurnitsyn     | 19    | Rusland         | F        |
| Daniil Sobtjenko     | 20    | Rusland/Ukraine | C        |
| Ivan Tkatjenko       | 31    | Rusland         | LW       |
| Pavel Trakhanov      | 33    | Rusland         | D        |
| Jurij Urytjev        | 20    | Rusland         | D        |
| Josef Vašíček[D]     | 30    | Tjekkiet        | C        |
| Alexander Vasjunov   | 23    | Rusland         | LW       |
| Alexander Vjukhin    | 38    | Rusland/Ukraine | G        |
| Artem Jartjuk        | 21    | Rusland         | LW       |

Noter
- ↑A. Vinder af Lady Byng Trophy 2000
- ↑B. Olympisk mester 2006 og Verdensmester i 2006
- ↑C. Verdensmester i 2010
- ↑D. Verdensmester i 2005 og Stanley Cup-mester i 2006
- ↑E. Spilleren omkom ikke med det samme, men fem dage senere på et hospital i Moskva.

### Flybesætning
- Andrej Solomentsev – kaptajn
- Igor K. Zhevelov – andenpilot
- Sergey V. Zhuravlev – mekaniker
- Elena Sarmatova – stewardesse
- Nadezhda Muzafarovna Maksumova – stewardesse
- Shalina – stewardesse
- Matyushkin – tekniker
- Alexander B. Sizov – tekniker (overlevede)[13].